# Im.B詐騙案
im.B詐騙案是臺灣金隆科技股份有限公司經營的不動產網路借貸平台，於2015年成立，2023年被爆料進行吸金詐騙，im.B平台負責人捲款逃跑，大量投資者本金、利息無法拿回，成為臺灣第一起大型P2P借貸平台倒閉案。民進黨籍立法委員陳歐珀被指控涉入此案，主動退出2024年立法委員選舉。
2023年8月29日，台北地檢署偵查imB吸金案終結，認定主嫌曾國緯父子等31人吸金90億元，提起公訴。陳歐珀並未被檢調約談就已排除涉案，目前已偵結不起訴，僅分他字案對其是否涉及不當政治獻金法偵辦中。2024年8月1日，主嫌曾耀鋒等人被台北地檢署依違反銀行法等罪起訴，台北地院宣判，曾耀鋒及女友張淑芬分別判處有期徒刑16年6月、12年2月。